# Бронішув (Підкарпатське воєводство)
Бронішув (пол. Broniszów) — село в Польщі, у гміні Вельополе-Скшинське Ропчицько-Сендзішовського повіту Підкарпатського воєводства.
Населення — 891 особа (2011).
У 1975-1998 роках село належало до Ряшівського воєводства.

## Демографія
Демографічна структура станом на 31 березня 2011 року:
|          | Загалом | Допрацездатний вік | Працездатний вік | Постпрацездатний вік |
| -------- | ------- | ------------------ | ---------------- | -------------------- |
| Чоловіки | 430     | 120                | 265              | 45                   |
| Жінки    | 461     | 100                | 256              | 105                  |
| Разом    | 891     | 220                | 521              | 150                  |